# De Helmplanters
De Helmplanters of Het Helmmonument is een gedenkteken in het Wethouder van Gelukpark in de duinen van de Noord-Hollandse plaats Overveen (gemeente Bloemendaal). Het gedenkteken is opgericht voor de onbekende Hollandse persoon die voor het eerst helmgras gebruikte voor het bevorderen van duinaangroei. Het monument werd ontworpen door Jan Havermans en onthuld in 1935.

## Voorstelling
Het gedenkteken bestaat uit een kalkstenen sculptuur van twee knielende personen die samen helm aanplanten. De ene persoon houdt zijn hoofddeksel vast, de sjaal van de ander wappert in de wind. Het weer is onstuimig en dat brengt wat spanning in het beeld; de gevaarlijke zee, de waterwolf, wordt bedwongen door het neerzetten van deze kleine, maar oersterke, plantjes. Dankzij de helm en de helmplanters kunnen wij nu relatief veilig leven aan zee.
Het beeld staat op een sokkel met hierin in reliëf het opschrift:
den onbekenden
hollander
gewijd
die het eerst
het stuivende
duinzand door
helmbeplanting
bedwong

## Geschiedenis

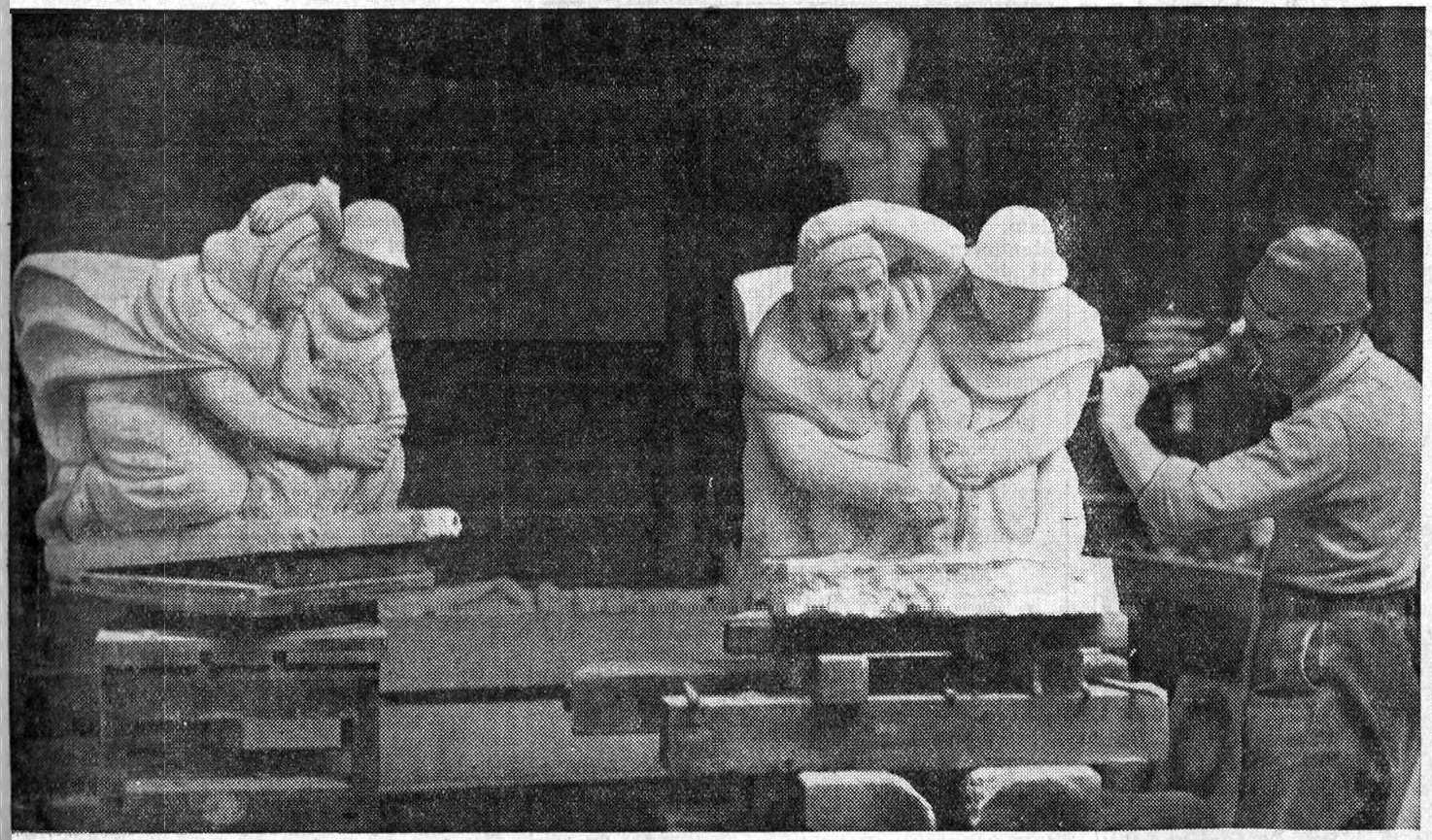
Jan Havermans in zijn atelier met het gipsen en het natuurstenen exemplaar van De Helmplanters.

Het beeld is gemaakt naar aanleiding van een wedstrijd. Een anonieme Bloemendaalse geldschieter had hiervoor duizend gulden beschikbaar gesteld. De jury werd gevormd door beeldhouwer Joseph Mendes da Costa, kunsthistoricus Ferrand Whaley Hudig en de in Bloemendaal woonachtige schilder en schrijver Richard Roland Holst. Aan de wedstrijd deden slechts twee kunstenaars mee; Mari Andriessen en Jan Havermans. Andriessen greep naast de winst en kreeg honderd gulden als troostprijs. Havermans won, alhoewel de jury twee figuren aan weerszijden van de sokkel, een visser en een melkvrouwtje, niet in het definitieve beeld wenste.
Havermans werkte het beeld eerst uit in gips en hakte vervolgens het beeld in kalksteen in zijn atelier in Sloterdijk. Daarna werd het vervoerd naar het Kaasvlakje aan de Zeeweg bij Overveen. Hier werd het monument op 20 september 1935 onthuld door burgemeester Co den Tex. De oudgediende Mendes da Costa complimenteerde de veel jongere collega-beeldhouwer Havermans persoonlijk met het beeld.
De sculptuur raakte in de Tweede Wereldoorlog beschadigd. Na de restauratie werd het herplaatst in het Wethouder van Gelukpark.